# 릴 스크래피

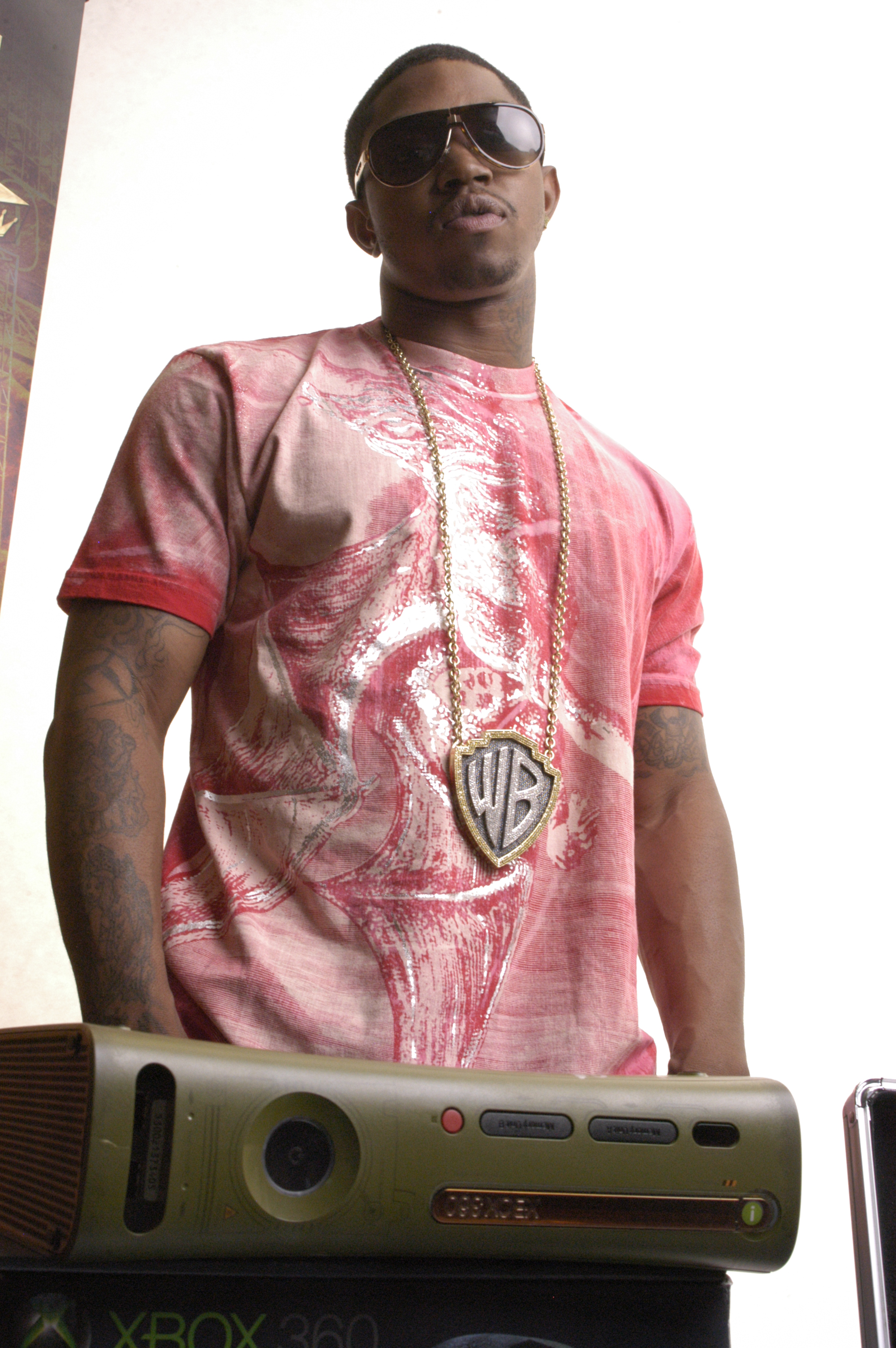

릴 스크래피(Lil Scrappy, 본명: Darryl Kevin Richards II, 1984년 1월 19일 ~ )는 미국의 랩가수이다.

## 생애
그는 1984년 1월 19일 아틀란타 주에서 태어났다.후에 릴 존이 그의 실력을 알아보고,그를 자신의 레코드인 'BME Record'로 영입시킨다.그는 'Warner Bros. Records'과도 계약한다.

### Bred 2 Die Born 2 Live
2006년 12월 첫앨범 'Bred 2 Die Born 2 Live'를 발매한다. 이 앨범은 또한 G-Unit Record에서도 발매된다. 게스트로는 50 센트, 영 벅, 릴 존, 투팍 등이 참여한다. 첫 싱글인 'Money In The Bank'는 영 벅이 참여, 싱글차트에서 3위를 한다.두 번째 싱글은 릴 존이 참여한 'Gangsta Gangsta',세 번째 싱글인 'Oh Yeah'는 뮤직비디오에서 릴 존, 영 블러즈 등이 카메오로 출연한다.

### D.T.P
그는 현재 'BME Record'에서 루다크리스가 있는 'D.T.P'와 새 계약을 했다.

## 앨범

### 정규앨범
- Bred 2 Die Born 2 Live (2006)
- Prince of the South (2008)
- The Grustle (2009)

### 합작 앨범
- The King of Crunk & BME Recordings Present: Trillville & Lil Scrappy (with Trillville) (2004)
- Silence And Secrecy: Black Rag Gang (with G'$ Up Click) (2009)

### 믹스 테잎
- Full Metal Jacket (2005)
- Expect the Unexpected (2006)
- G's Up (2006)
- Money in the Bank: G's Up Pt. 2 (2006)
- Still G'd Up (2006)
- G-Street (2007)
- The Grustle (2008)
- Silence And Secracy : Black Rag Gang (2009)
- The Prince Is Here : Vol. 1 (2009)